# Wladislaw Borissowitsch Kormschtschikow
Wladislaw Borissowitsch Kormschtschikow (russisch Владислав Борисович Кормщиков; * 15. Juli 1967 in Perm) ist ein ehemaliger russischer Ski-Orientierungsläufer.
Kormschtschikow gewann bei den Weltmeisterschaften 1994 im Nonstal seine erste Einzelmedaille. Auf der Langdistanz über 17,7 km Luftlinie wurde er hinter dem Italiener Nicolò Corradini und dem Norweger Lars Lystad Dritter. Mit der russischen Staffel wurde er ebenfalls Dritter. Bereits zwei Jahre zuvor war er mit der GUS-Staffel auf den zweiten Rang gelaufen. 1998 (mit Nikolai Bondar, Eduard Chrennikow und Wiktor Kortschagin) und 2000 (mit Andrei Gruzdew, Kortschagin und Chrennikow) gewann er schließlich Staffelgold. 2000 wurde er außerdem Langdistanzweltmeister.

## Platzierungen
Weltmeisterschaften:
- 1990: 20. Platz Lang, 4. Platz Staffel
- 1992: 20. Platz Kurz, 27. Platz Lang, 2. Platz Staffel
- 1994: 12. Platz Kurz, 3. Platz Lang, 3. Platz Staffel
- 1996: 6. Platz Kurz, 5. Platz Lang, 4. Platz Staffel
- 1998: 23. Platz Kurz, 6. Platz Lang, 1. Platz Staffel
- 2000: 6. Platz Kurz, 1. Platz Lang, 1. Platz Staffel
- 2002: 7. Platz Lang

Gesamt-Weltcup:
- 1989: 53. Platz
- 1991: 16. Platz
- 1993: 15. Platz
- 1995: 9. Platz
- 1997: 6. Platz
- 1999: 14. Platz
- 2000: 14. Platz